# Biribi

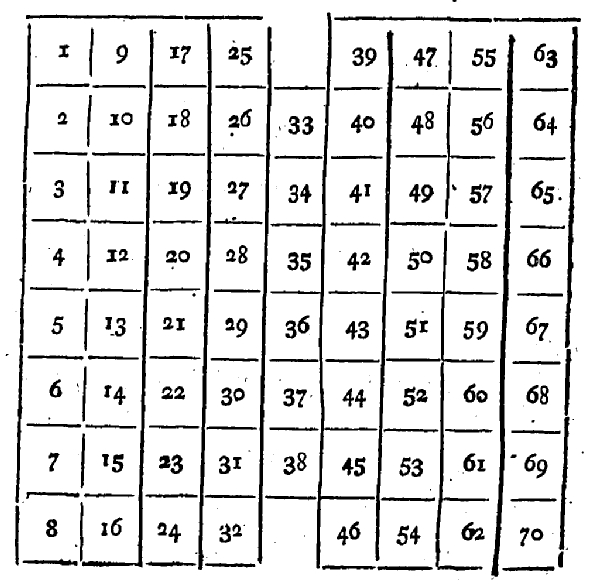
Bräde för biribi med 70 rutor (1788).

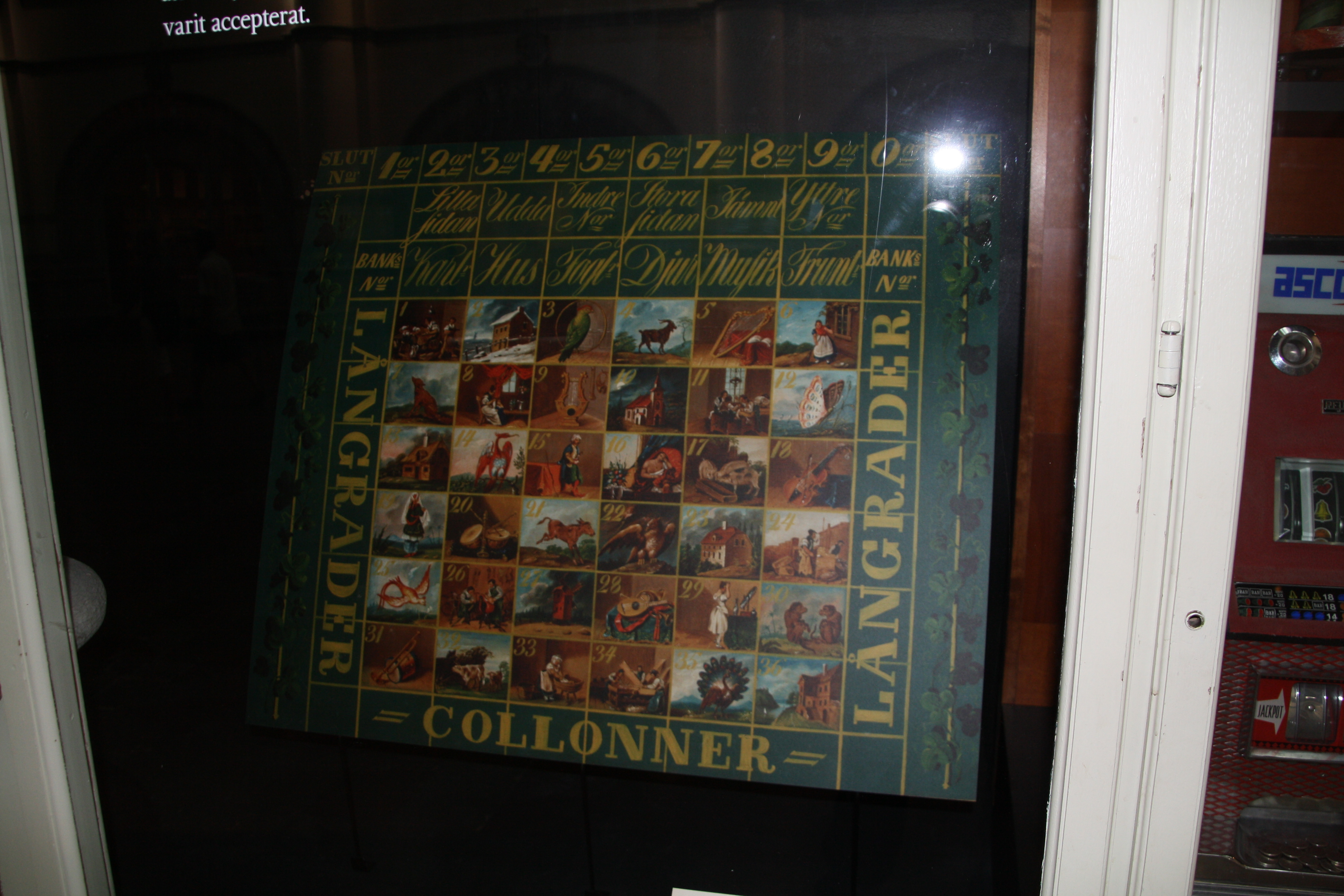
Rikt illustrerat biribibräde från 1800-talet med 36 rutor. (Nordiska Museet, Stockholm)

Biribi är ett ursprungligen italienskt hasardspel som var vanligt förekommande under 1700-talet och 1800-talets första hälft.
Spelarna placerar sina insatser på ett bräde med numrerade rutor, vanligtvis 70 till antalet. Insatserna kan göras på ett enskilt nummer, eller också på exempelvis två intilliggande nummer eller en vertikal eller lodrät rad. När insatserna är gjorda dras ett vinnande nummer ur en påse med motsvarande 70 numrerade kulor eller nummerlappar. Vinsterna som utbetalas är avpassade till bankens förmån; till exempel ger en vinst på ett enskilt nummer 64 gånger insatsen.
I Sverige förekom även ett insatsbräde med 36 numrerade och med illustrationer försedda rutor, ordnade så att varje rad, vertikal eller horisontal, innehåller en bild av exempelvis en man, ett hus, en fågel, en blomma, ett musikinstrument och en kvinna. Insatser kan då göras även på någon av bildkategorierna. På detta bräde ger vinst på enskilt nummer 32 gånger insatsen.